# Symplectoscyphus exsertus
Symplectoscyphus exsertus is een hydroïdpoliep uit de familie Sertulariidae. De poliep komt uit het geslacht Symplectoscyphus. Symplectoscyphus exsertus werd in 1888 voor het eerst wetenschappelijk beschreven door Allman. 